# Спалиці
Спалиці (пол. Spalice, нім. Spahlitz) — село в Польщі, у гміні Олесниця Олесницького повіту Нижньосілезького воєводства.
Населення — 609 осіб (2011).
У 1975-1998 роках село належало до Вроцлавського воєводства.

## Демографія
Демографічна структура станом на 31 березня 2011 року:
|          | Загалом | Допрацездатний вік | Працездатний вік | Постпрацездатний вік |
| -------- | ------- | ------------------ | ---------------- | -------------------- |
| Чоловіки | 309     | 77                 | 218              | 14                   |
| Жінки    | 300     | 53                 | 204              | 43                   |
| Разом    | 609     | 130                | 422              | 57                   |